# David Muffato
David Guilherme Muffato (Cascavel, 16 de junho de 1971) é um piloto de automobilismo brasileiro, filho do também piloto Pedro Muffato, sendo, por conseguinte, descendente de italianos.
Foi campeão da Stock Car Brasil em 2003 pela equipe Boettger, correndo com Chevrolet Vectra, e atualmente corre na  Império Endurance Brasil.

## Trajetória esportiva
Em 1992 conquistou o Campeonato Paranaense de Kart e, em 1994, foi vice-campeão do Campeonato Brasileiro de Marcas e Pilotos. Antes da Stock Car, disputou o Campeonato Brasileiro de Marcas e Pilotos e em 1999 foi campeão paranaense de Turismo. Também correu de monoposto, na Fórmula 3 Sul-americana, onde sagrou-se vice-campeão.

### Stock Car
Muffato estreou na Stock Car Light em 2000 e em 2001 passou a competir na categoria principal da Stock Car, classificando-se em nono lugar e sendo eleito piloto revelação da temporada. Em 2003, conquistou o título da Stock Car.
Em 2006 Muffato decidiu se ausentar das corridas, para se dedicar aos negócios da família e em 2007, durante a segunda etapa de São Paulo, o paranaense perdeu o controle na curva "S do Senna", no circuito de Interlagos e bateu forte na proteção. O piloto chegou a ser levado ao hospital, mas não apresentou nenhuma lesão grave.
Resultados na Stock Car
| Ano  | Equipe               | Carro            | 1       | 2       | 3       | 4       | 5       | 6       | 7      | 8       | 9       | 10      | 11      | 12      | Classificação | Pontos |
| ---- | -------------------- | ---------------- | ------- | ------- | ------- | ------- | ------- | ------- | ------ | ------- | ------- | ------- | ------- | ------- | ------------- | ------ |
| 2002 | Repsol-Boettger      | Chevrolet Vectra | RIO     | CTB     | SAO     | LON     | CGD     | SAO     | RIO    | GUA     | BSB     | CTB     | LON 19º | SAO 9º  | 9º            |        |
| 2003 | Repsol-Boettger      | Chevrolet Vectra | CTB Ret | CGD 1   | SAO 1   | RIO 1   | LON DSQ | SAO NP  | CTB    | CGD 1   | RIO     | BSB     | CTB     | SAO 4   | 1º            | 152    |
| 2004 | Repsol-Boettger      | Chevrolet Astra  | CTB Ret | SAO 11  | TAR 5   | LON 11  | RIO 18  | SAO 8   | CTB 12 | LON Ret | RIO 4   | BSB 3   | CGD 4   | SAO Ret | 7º            | 78     |
| 2005 | Neo Química-Boettger | Chevrolet Astra  | SAO 12  | CTB     | RIO 10  | SAO     | CTB     | LON     | BSB    | SCZ Ret | TAR     | ARG 14  | RIO 27  | SAO 8   | 22º           | 33     |
| 2007 | RS Competições       | Volkswagen Bora  | SAO     | CTB 18  | CGD     | SAO Ret | LON Ret | SCZ 25  | CTB 7  | BSB 6   | ARG 16  | TAR 18  | RIO 3   | SAO 13  | 19°           | 36     |
| 2008 | RC3 Bassani          | Peugeot 307      | SAO 7   | BSB Ret | CTB Ret | SCZ 23  | CGD Ret | SAO 21  | RIO 7  | LON 11  | CTB 15  | BSB Ret | TAR DSQ | SAO Ret | 21°           | 23     |
| 2009 | RC3 Bassani          | Peugeot 307      | SAO 12  | CTB 18  | BSB 6   | SCZ 19  | SAO 20  | SAL Ret | RIO 15 | CGD 15  | CTB 22  | BSB 24  | TAR 12  | SAO 8   |               |        |
| 2010 | Itaipava Racing Team | Peugeot 307      | SAO Ret | CTB Ret | BSB Ret | SCZ 5   | RIB 25  | SAL 19  | SAO 26 | CGD 6   | LON Ret | BSB 11  | TAR 6   | SAO Ret | 19º           | 37     |
| 2011 | Itaipava Racing Team | Peugeot 307      | CTB 8   | SAO 6   | RIB 20  | NSR 12  | CGD Ret | RIO 16  | SAO 12 | SAL 6   | LON Ret | SCZ 11  | BSB 8   | NSR 3   | 11º           | 65     |

### Fórmula Truck
Em 2014 fechou contrato para correr na categoria com o caminhão Ford.

## Títulos
- 1999 - Campeão paranaense de Turismo.
- 2003 - Campeão da Stock Car Brasil.